# Литгоу (Новый Южный Уэльс)
Литгоу (англ. Lithgow) — городок в графстве Кук (штат Новый Южный Уэльс, Австралия).

## Описание
Литгоу находится в регионе Голубые горы (Центральные плоскогорья). Непосредственно город расположен в долине Литгоу, названной так путешественником Джоном Оксли в честь политика Уильяма Литгоу. Через город проходит Великое Западное шоссе, также близ Литгоу проходит крупная автодорога Bells Line of Road.
В городе с 1912 года работает оружейная фабрика Lithgow Small Arms Factory.
В окрестностях города произрастает редкий кустарник вида persoonia hindii.

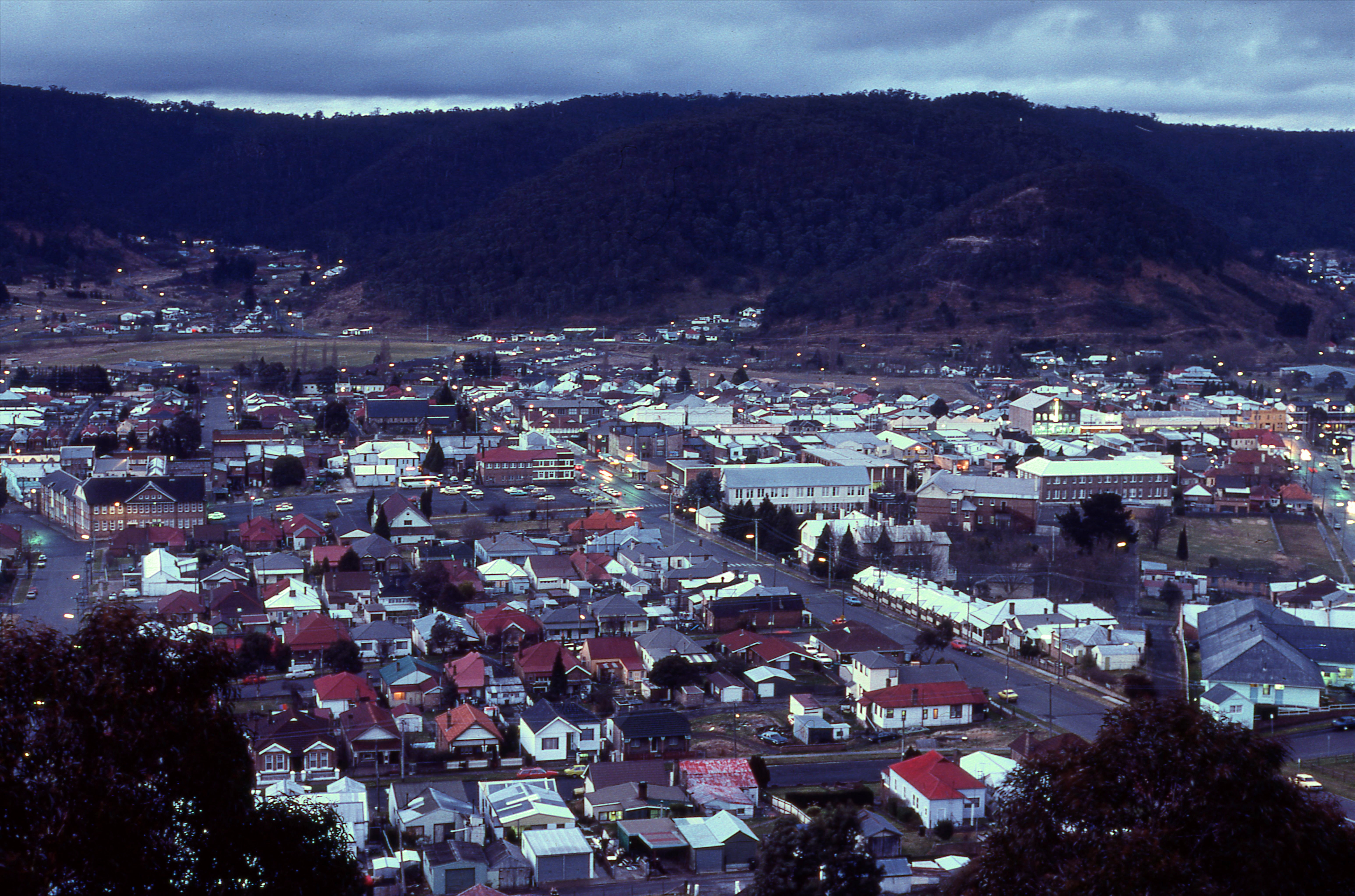
Фото 1989 года
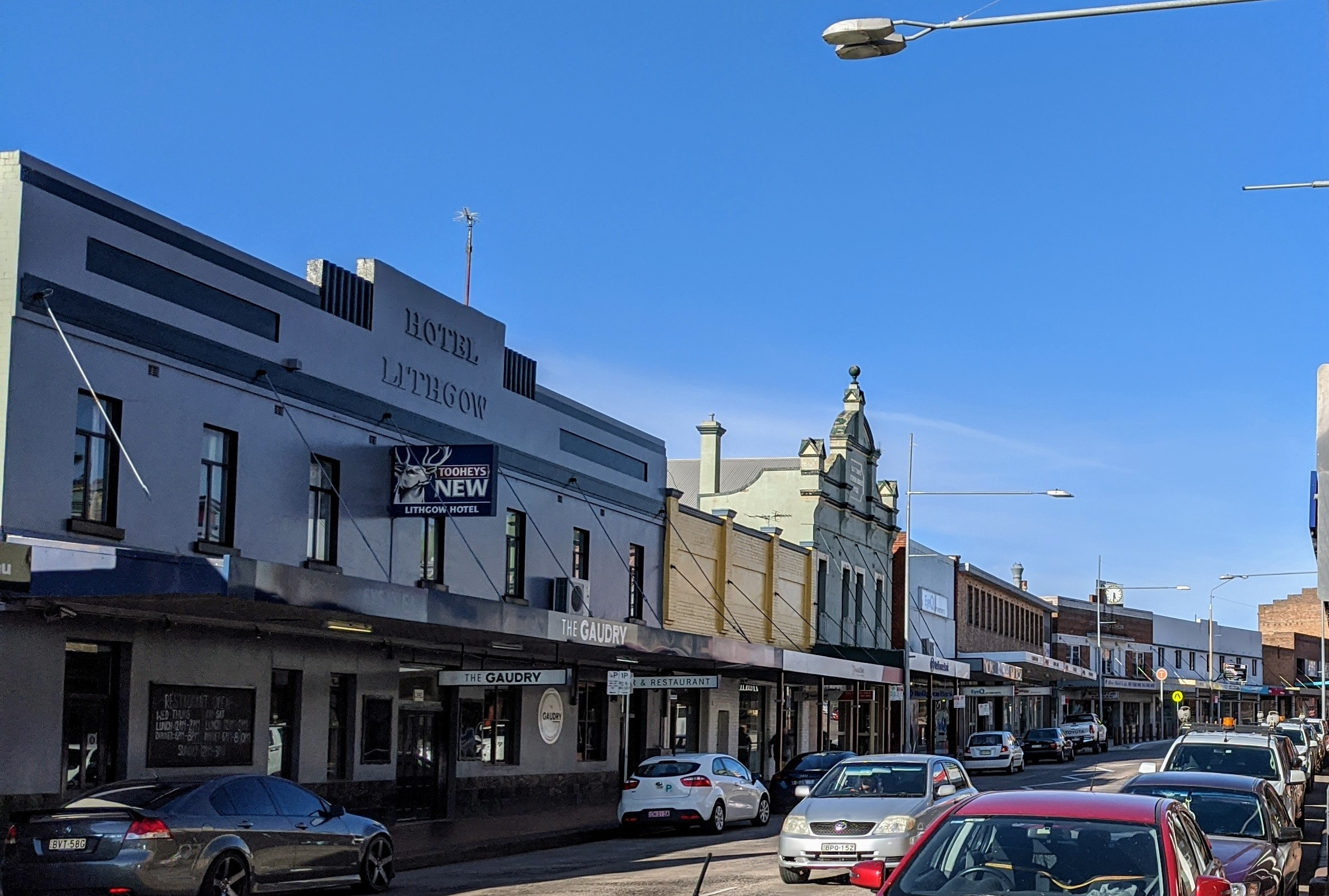
Мэйн-стрит[англ.], фото 2019 года.

### Климат
Климат Литгоу относится к категории «Субтропический высокогорный», характеризуемый тёплым летом, прохладной или холодной зимой и, как правило, постоянными осадками круглый год. Несмотря на расположение в горной местности, в Литгоу ежегодно бывает 90,3 ясных дня.
Литгоу — один из немногих австралийских городов, где выпадает снег, хотя он редко бывает в значительных количествах из-за дождевой тени, создаваемой горными хребтами к западу от города. В октябре (середина весны) 2014 года в Литгоу случилось экстремальное событие: выпало 20 см снега, более 700 домов на несколько дней остались без электричества.
«Средняя высокая» (Average high) температура в городе в летние месяцы (декабрь—февраль) составляет 24,5—25,5°С; «средняя низкая» (Average low) в зимние месяцы (июнь—август) — 0,7—1,8°С. Количество дождливых дней в любом месяце года примерно одинаково: 9,1—11,7.

## Достопримечательности
Несмотря на относительно небольшой размер, в Литгоу имеется немало объектов, внесённых в Государственный реестр объектов культурного наследия Нового Южного Уэльса; а также в Реестр национального достояния (эта организация функционировала с 1976 по 2007 год).
- Угольная шахта и гончарный завод в долине Литгоу[англ.][4]
- Историческая железная дорога Zig Zag Railway[англ.][5]
- Lithgow Coal Stage Signal Box[6]
- Доменный завод Lithgow Blast Furnace[англ.]. Считается «первым в Австралии коммерчески жизнеспособным сталелитейным заводом», работал с 1907 по 1932 год, ныне это место является общественным парком[7].
- Дом-музей Эскбанк[англ.][8]
- Мост Маккейнс-Фолз[англ.][9]
- Мост Литгоу. Виадук из песчаника, также известный под названием «Джеймс-Сент-Бридж»[10].
- Ж/д станция «Эскбанк»[11]
- Ж/д станция Литгоу[12]
- Ж/д секция «Десять тоннелей»[13]
- Пешеходный мост через железную дорогу Cooerwull (демонтирован в 2002 году и перенесён в специально оборудованное место для демонстрации и сохранения)[14].
- Неподалёку от города находится один из входов в пещерную систему Дженолан[15]
- Литгоу — ближайший город к национальному парку «Сады камней»[16], находится в 30 километрах от него; ближайший город к национальному парку «Уоллеми»[17] (20 километров); также относительно недалеко от города расположен один из въездов во всемирно известный национальный парк «Голубые горы»[15].

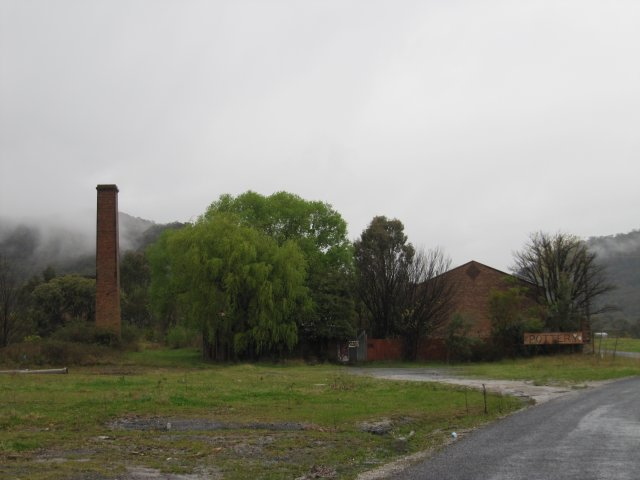
Угольная шахта и гончарный завод в долине Литгоу[англ.]
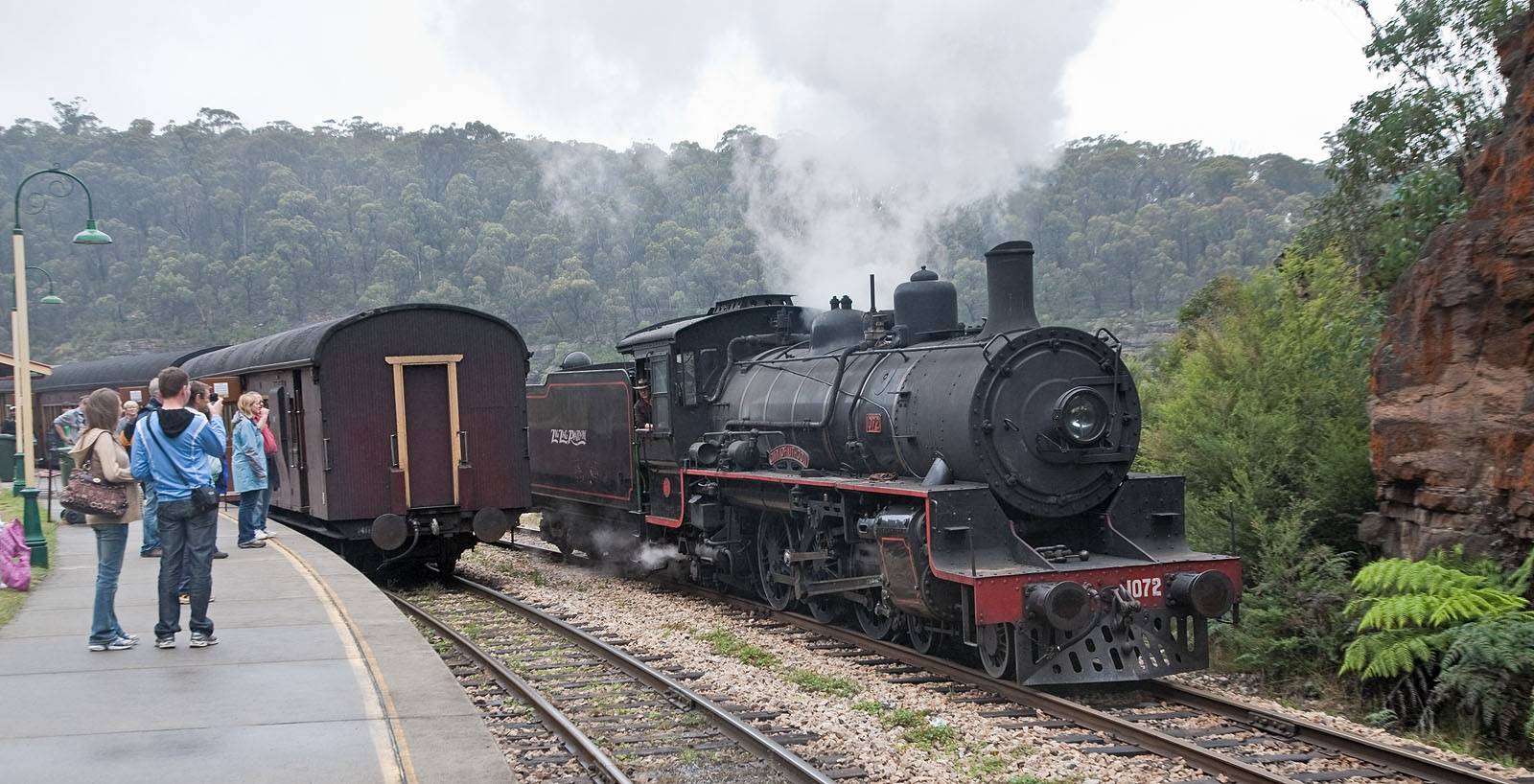
Историческая железная дорога Zig Zag Railway[англ.], фото 2010 года.
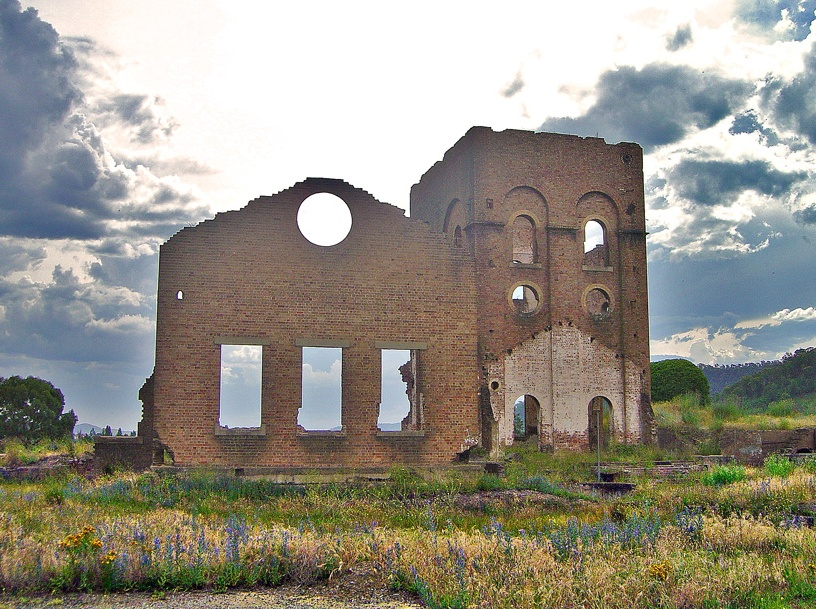
Lithgow Blast Furnace[англ.], фото 2004 года.
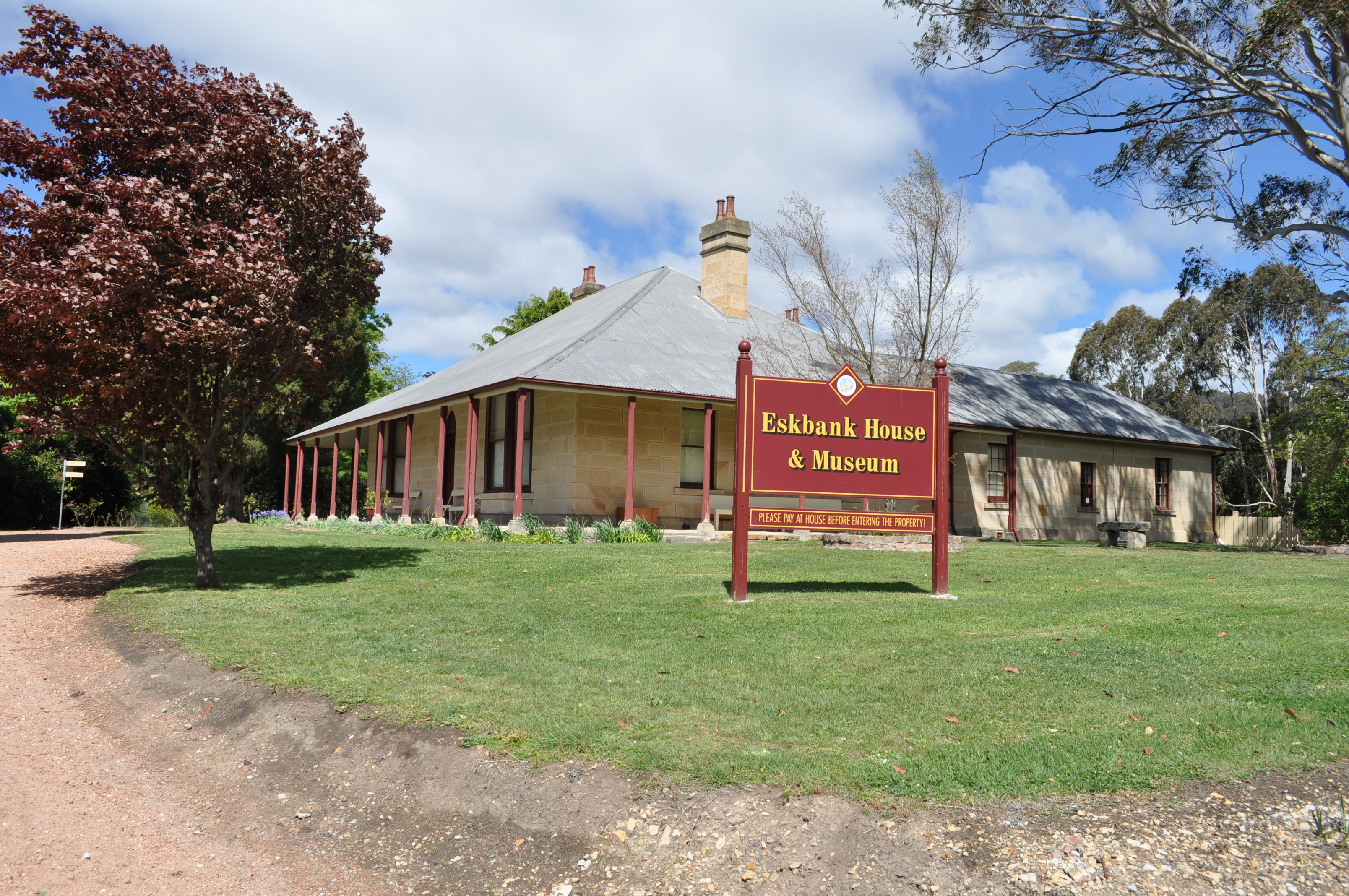
Дом-музей Эскбанк[англ.]
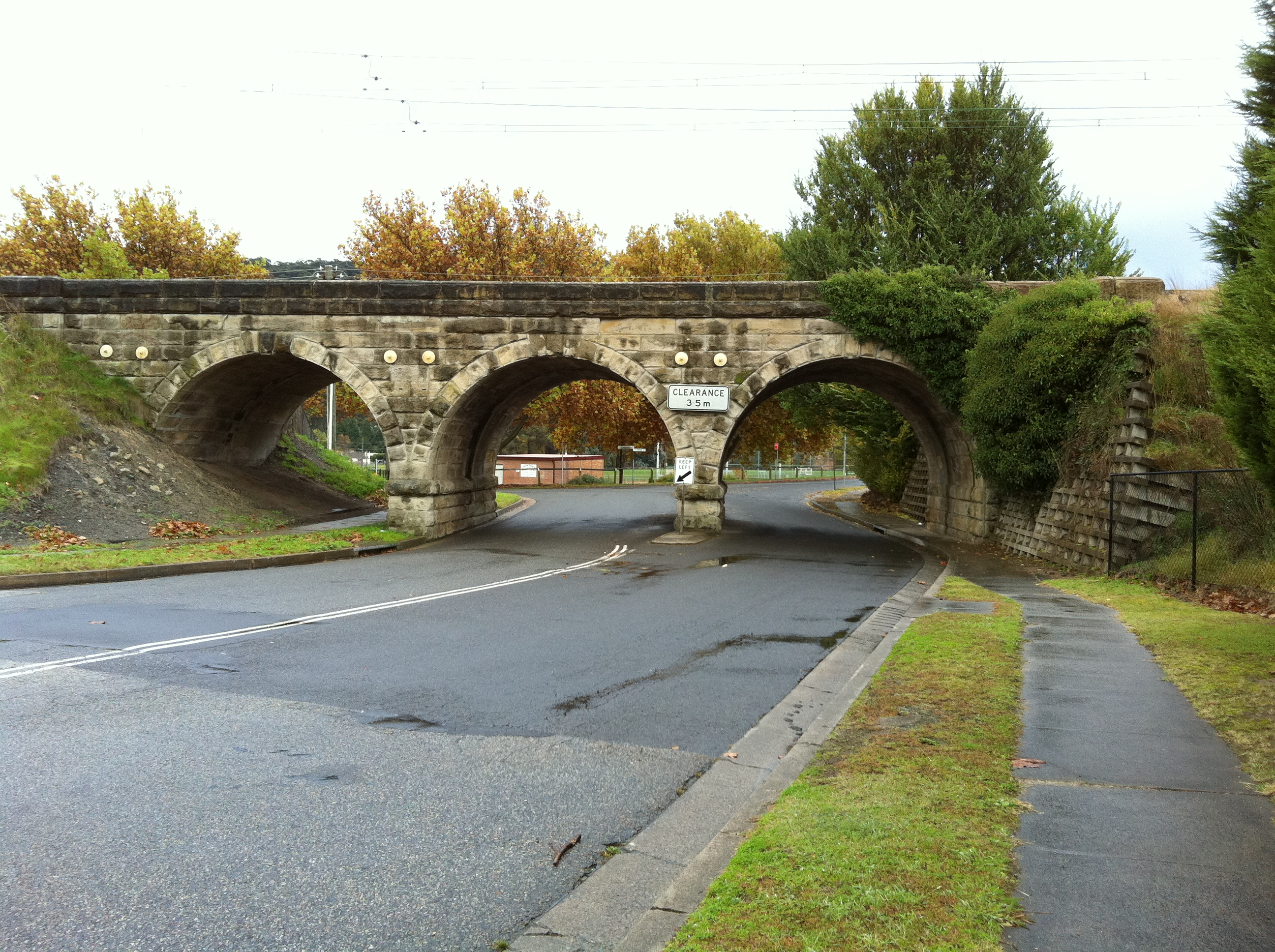
Мост Литгоу
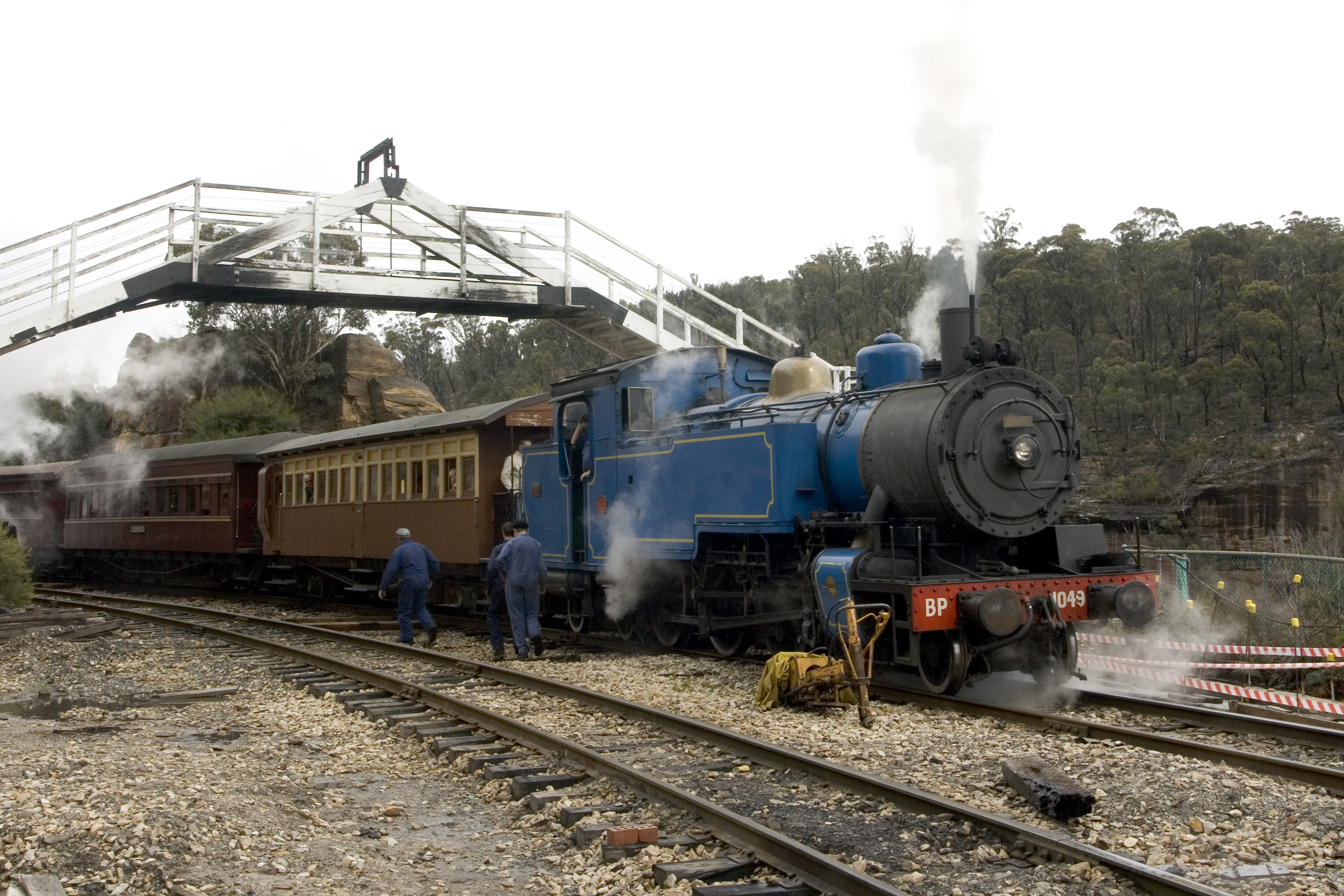
Пешеходный мост через железную дорогу Cooerwull, фото 2008 года.

## Демография
Согласно переписи 2021 года, в Литгоу проживало 12 385 человек.
- Аборигены и жители островов Торресова пролива составляли 8,3 % населения.
- 82,2 % жителей города были рождены в Австралии.
- 86,5 % жителей города говорят дома только по-английски.
- Большинство совершеннолетних горожан, 34,2 %, на вопрос о вероисповедании ответили, что они атеисты. 20,7 % считают себя католиками, 16,4 % — англиканами[18].

## История
Британская энциклопедия издания 1911 года сообщает следующее о Литгоу: «Население 5268 человек (перепись 1901 года)… Высота над уровнем моря — 3000 футов [ок. 914 м]… Расположен в долине Голубых гор… Здесь есть гончарные и терракотовые мастерские, пивоварни, фабрика по производству твида, железоделательные мастерские, лесопилки, мыловарни и кирпичные мастерские. В окрестностях города добываются уголь, керосиновый сланец, железная руда и строительный камень.»
Гористая местность вызвала трудности при прокладке железной дороги в регионе, поэтому в конце 1860-х здесь открылась зигзагообразная ж/д ветка Lithgow Zig Zag, станция Литгоу заработала в 1877 году: к тому времени здесь уже несколько лет существовало небольшое постоянное поселение.
В 1880-х годах регион испытывал бум индустриализации, Литгоу быстро рос и развивался, поэтому в 1889 году был инкорпорирован со статусом «боро».
В 1928 году в городе был основан клуб забега борзых, функционирующий до сих пор.

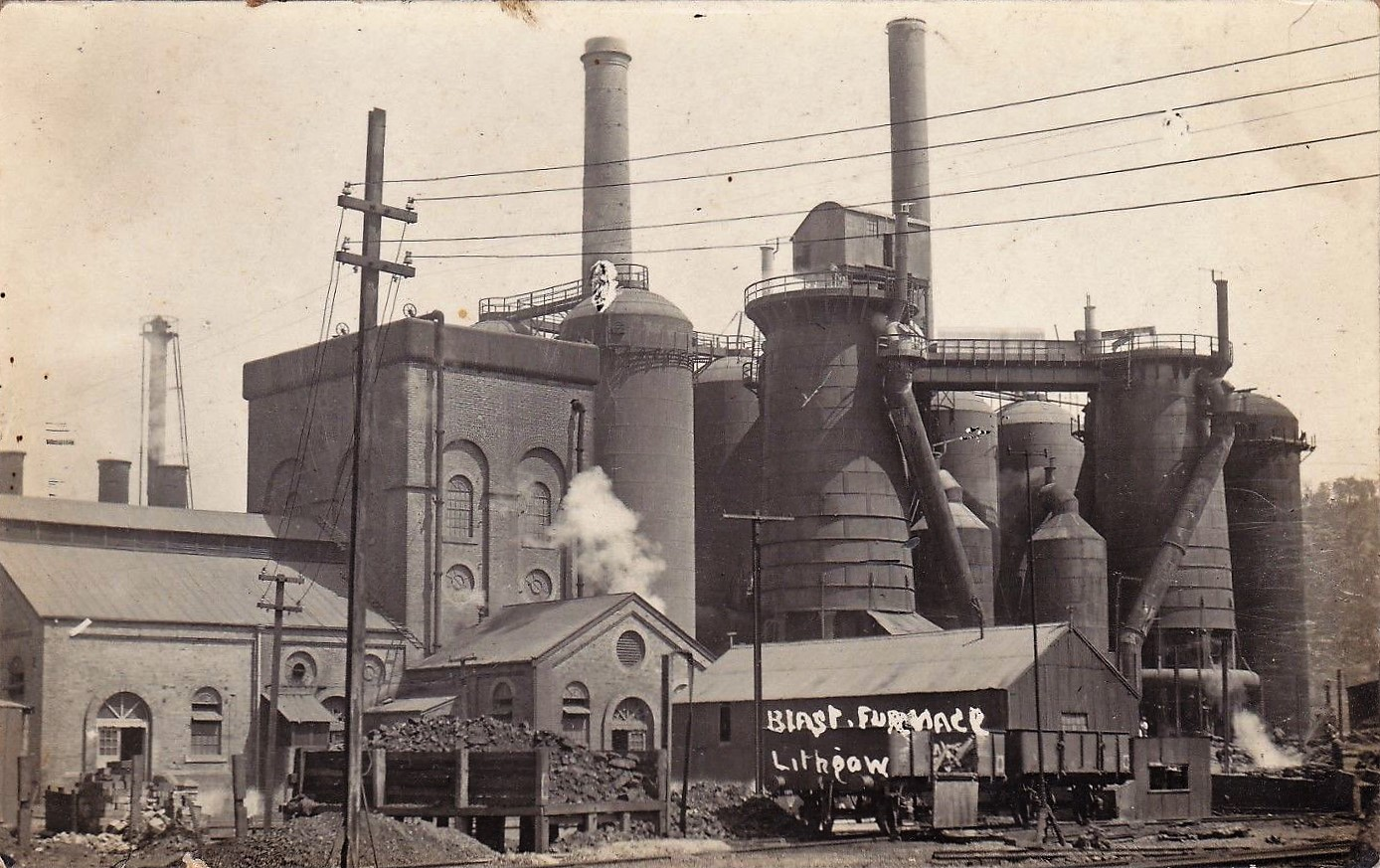
Доменный завод Lithgow Blast Furnace[англ.], фото сделано между 1913 и 1928 годами.
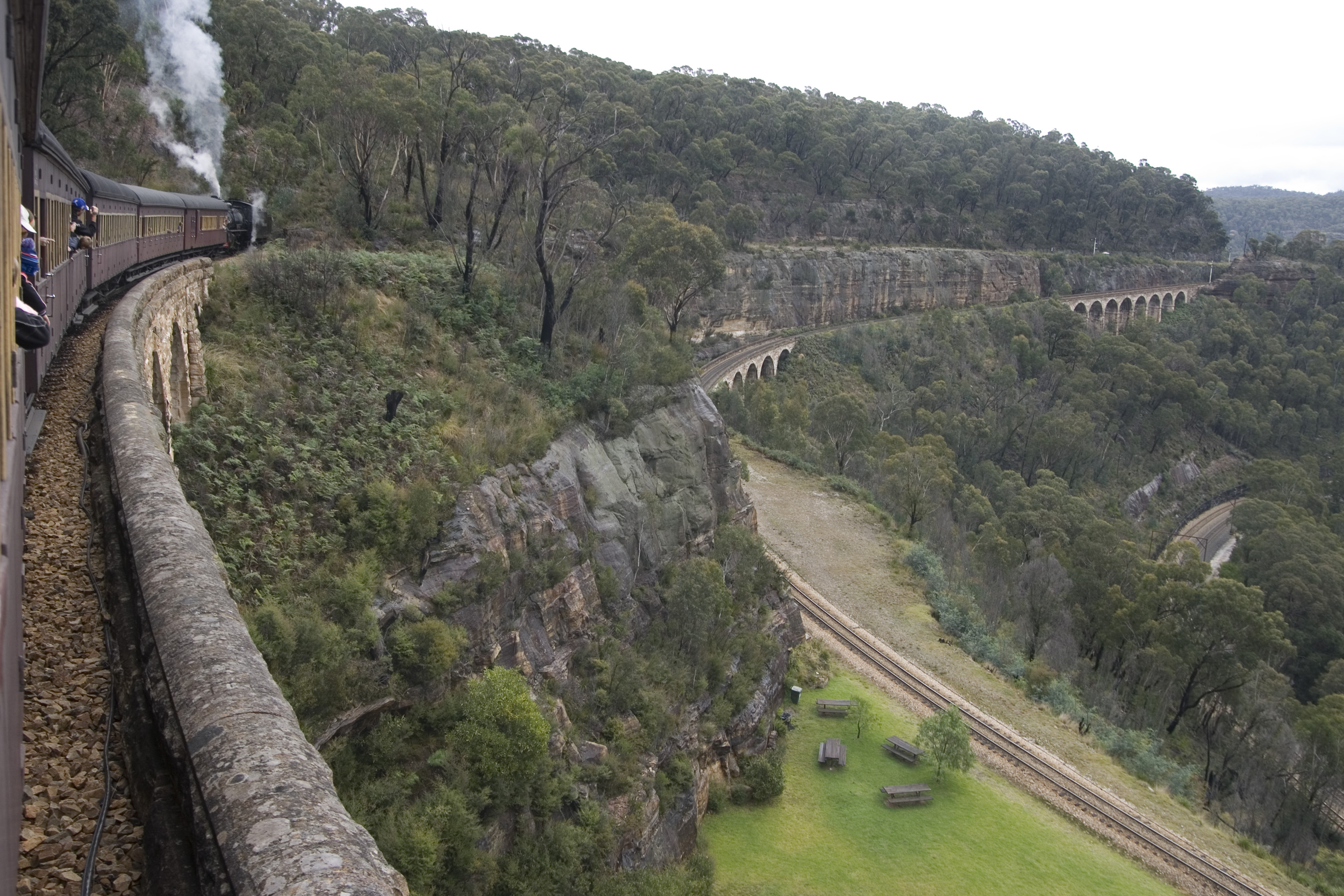
Lithgow Zig Zag[англ.], фото 2008 года.